# Staatsbetrieb Geobasisinformation und Vermessung Sachsen

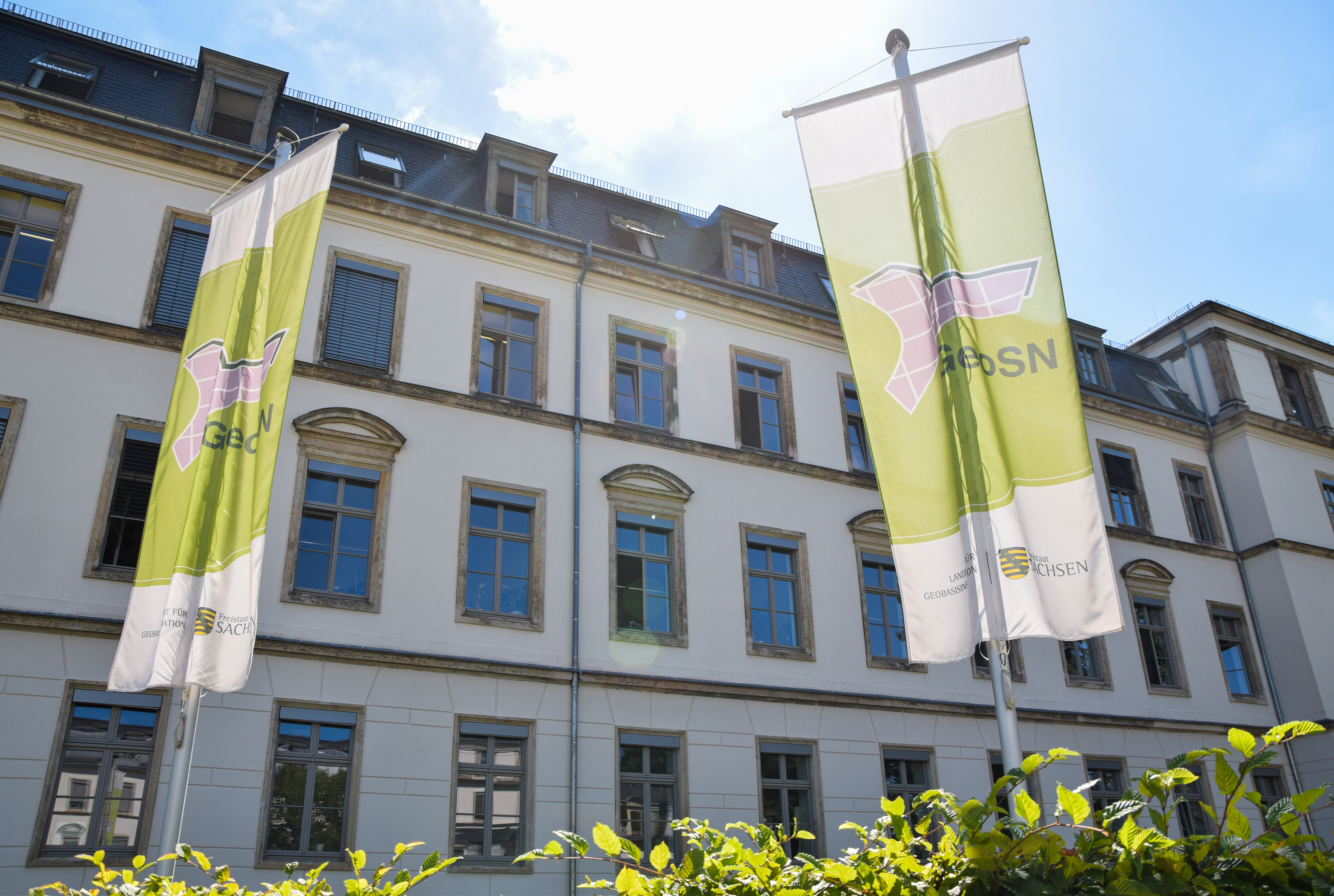
Sitz des Landesamtes für Geobasisinformation Sachsen am Olbrichtplatz in Dresden

Das Landesamt für Geobasisinformation Sachsen (GeoSN) wurde 2008 als Staatsbetrieb Geobasisinformation und Vermessung Sachsen als Nachfolger des Landesvermessungsamtes Sachsen eingerichtet. Seinen Sitz hat das Landesamt in Dresden am Olbrichtplatz in unmittelbarer Nähe des Militärhistorischen Museums.
Das GeoSN ist die obere Landesbehörde in der sächsischen Vermessungsverwaltung. Es ist für die Aufgaben der Landesvermessung und des Liegenschaftskatasters im Freistaat Sachsen verantwortlich. Es führt außerdem die Fachaufsicht über die 13 unteren Vermessungsbehörden (Landkreise und Kreisfreie Städte) und die öffentlich bestellten Vermessungsingenieure.
Präsident des GeoSN ist seit dem 1. Januar 2023 Ronny Zienert.

## Aufgaben des GeoSN
- Herstellung des geodätischen Raumbezuges durch Einrichtung, Nachweis und Erhaltung der Raumbezugs-, Höhen- und Schwerefestpunktfelder und Betreiben des Satellitenpositionierungsdienstes
- Bereitstellung des Amtlichen Topographisch-Kartographischen Informationssystems (Digitales Landschaftsmodell, Digitales Geländemodell, Digitale Orthofotos)
- Bearbeitung und Herausgabe der amtlichen topographischen Landeskartenwerke und Sonderkarten
- Feststellung, Abmarkung und Erstellung der Dokumentation der Staats- und Landesgrenzen
- Führung der Luftbilddokumentation
- Steuerung der Umsetzung von Verpflichtungen des Freistaates Sachsen einschließlich seiner Kommunen im Rahmen der Richtlinie 2007/2/EG (INSPIRE-Richtlinie) sowie des Sächsischen Geodateninfrastrukturgesetzes (SächsGDIG)
- Unterstützung des Sächsischen Staatsministeriums des Innern bei der Koordinierung des Betriebs der Geodateninfrastruktur Sachsen
- Bereitstellung, Pflege und Weiterentwicklung der E-Government-Basiskomponente Geodaten (GeoBAK), einschließlich des Geoportals Sachsenatlas (www.geoportal.sachsen.de)
- Geschäftsstelle des Oberen Gutachterausschusses für Grundstückswerte im Freistaat Sachsen nach § 86 Abs. 1 Sächsische Bauordnung
- Bereitstellung von Informationen aus den Datenbeständen der Landesvermessung und des Liegenschaftskatasters sowie aus dem Bodenrichtwertinformationssystem des Freistaates Sachsen

## Leitung der Behörde
- 2008–2019: Dr. Werner Haupt
- 2019–2022: Annette Rothenberger-Temme
- seit 2023: Ronny Zienert